# Малежув
Малежув (пол. Malerzów) — село в Польщі, у гміні Доброшиці Олесницького повіту Нижньосілезького воєводства.
Населення — 180 осіб (2011).
У 1975-1998 роках село належало до Вроцлавського воєводства.

## Демографія
Демографічна структура станом на 31 березня 2011 року:
|          | Загалом | Допрацездатний вік | Працездатний вік | Постпрацездатний вік |
| -------- | ------- | ------------------ | ---------------- | -------------------- |
| Чоловіки | 84      | 9                  | 65               | 10                   |
| Жінки    | 96      | 25                 | 55               | 16                   |
| Разом    | 180     | 34                 | 120              | 26                   |